# Rodeo Drive

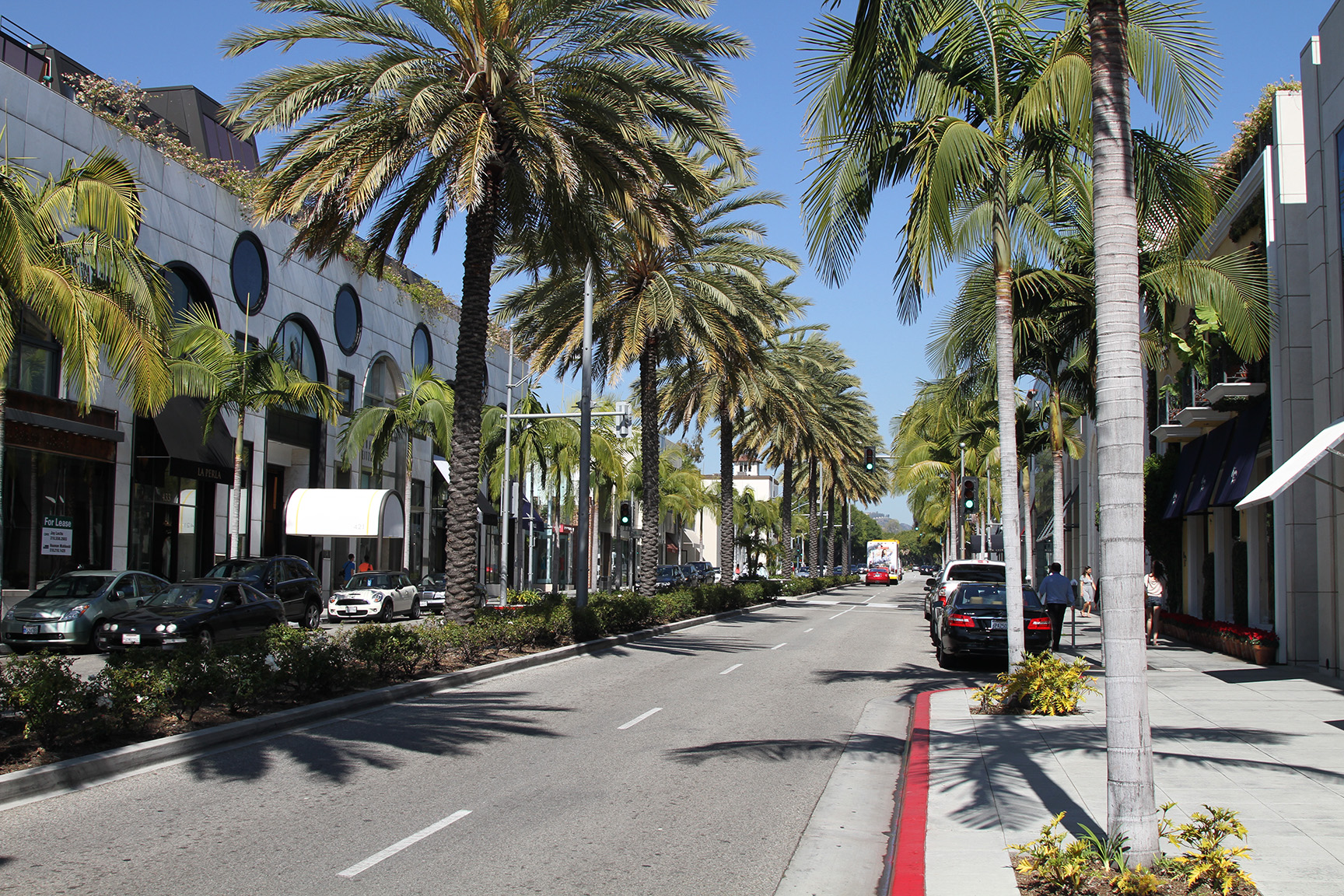
Rodeo Drive.

Rodeo Drive é um famoso e longo quarteirão de Beverly Hills, no Condado de Los Angeles nos Estados Unidos.

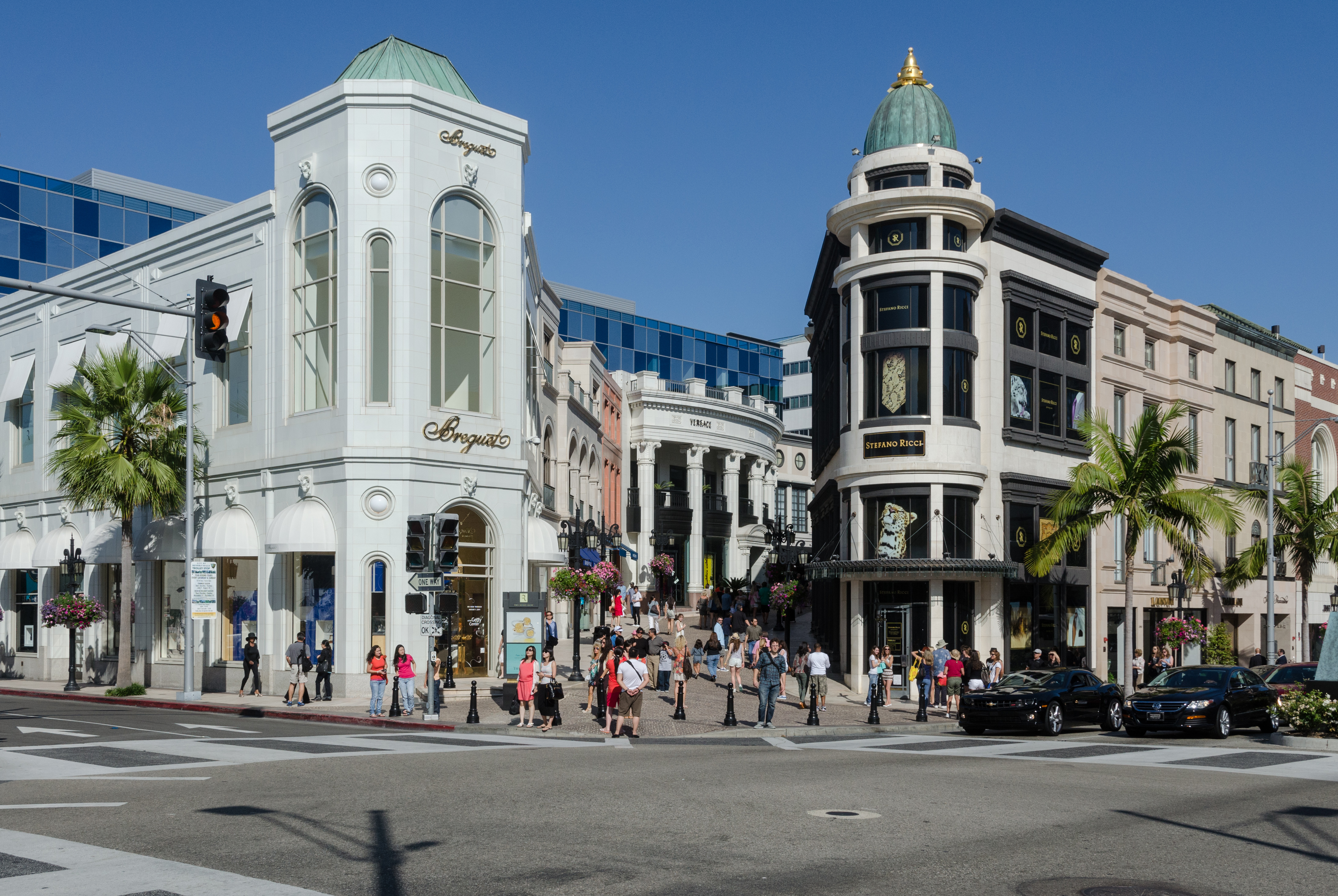
Via Rodeo

Esse quarteirão é considerado um dos mais caros do mundo. Faz sucesso desde a década de 1950 e 1960 por ser um local de alto luxo, lugar para fazer compras caríssimas além de abrigar finos restaurantes.
É também conhecido mundialmente por abrigar grandes lojas de grife. Marcas como Giorgio Armani, Bally, Bang & Olufsen, Bijan, BVLGARI, Burberry, Gucci, Louis Cartier, Celine, Chanel, Christian Dior, Coach, Dolce & Gabbana, Fendi, Hermès, Lacoste, Louis Vuitton, Ralph Lauren, Prada, Salvatore Ferragamo, Tiffany & Co., Valentino, Versace e Yves Saint-Laurent, entre outras.
Rodeo Drive é um ponto turístico de Beverly Hills, não só pelas vitrines de suas lojas, mas também pela sua arquitetura em estilo veneziano ou europeu. É internacionalmente conhecido visita das pessoas ricas e estrelas do cinema de Hollywood. Começa no Wilshire Boulevard, a sul, e corre para o norte para Santa Monica Boulevard, onde a seção comercial da rua dá lugar a um bairro residencial afluente.